# Yves Bertucci
Pour les articles homonymes, voir Bertucci.
Yves Bertucci, né le 24 octobre 1962 à Cannes, est un footballeur français reconverti entraîneur.

## Biographie
Arrivé au club du Mans en 1998, Yves est le responsable de la formation du club et l’entraîneur de la CFA jusqu'en 2008.
Il est l'entraîneur du Mans Union Club 72 de juillet 2008 à février 2009.
Joueur pendant 13 ans à Cannes, Montceau, Tours et Dunkerque, Yves Bertucci entraîne également pendant 2 saisons l’équipe réserve tourangelle. Homme de club et éducateur dans l’âme, Yves permet l’éclosion au MUC 72 de joueurs comme Didier Drogba, Olivier Thomert, Laurent Bonnart, Yohann Pelé ou encore Mathieu Coutadeur.
En juin 2009, il signe un contrat d'un an au Paris Saint-Germain, comme entraîneur-adjoint auprès d'Antoine Kombouaré.
Le 22 décembre 2011, au lendemain de la victoire du PSG contre l'AS Saint-Étienne qui permet de remporter le titre symbolique de « champion d'automne », Antoine Kombouaré est démis de ses fonctions et remplacé par Carlo Ancelotti. Bertucci quitte le club le 18 janvier 2012.
En juin 2012, Bertucci suit Antoine Kombouaré en Arabie saoudite où le Kanak prend la tête de l'équipe de Al-Hilal. Ils y restent six mois avant de se faire licencier alors que l'équipe est 2e du classement.
En juillet 2013, à nouveau avec Antoine Kombouaré, ils rejoignent le club du RC Lens avec pour objectif de faire revenir le club parmi les grands de France.
En juin 2016, il quitte le Racing Club de Lens pour rejoindre Antoine Kombouaré à l'En Avant Guingamp.
En janvier 2019, toujours avec Antoine Kombouaré, il rejoint le Dijon FCO. Il prend ainsi la succession de Yann Daniélou au poste d'entraîneur adjoint.
En octobre 2019, toujours avec Antoine Kombouaré, il rejoint le Toulouse FC. Il demeure l'adjoint de Patrice Garande lorsque ce dernier est nommé entraineur du club en juin 2020.
En février 2021, il rejoint le FC Nantes comme adjoint d'Antoine Kombouaré, récemment nommé entraineur.